# Mothen

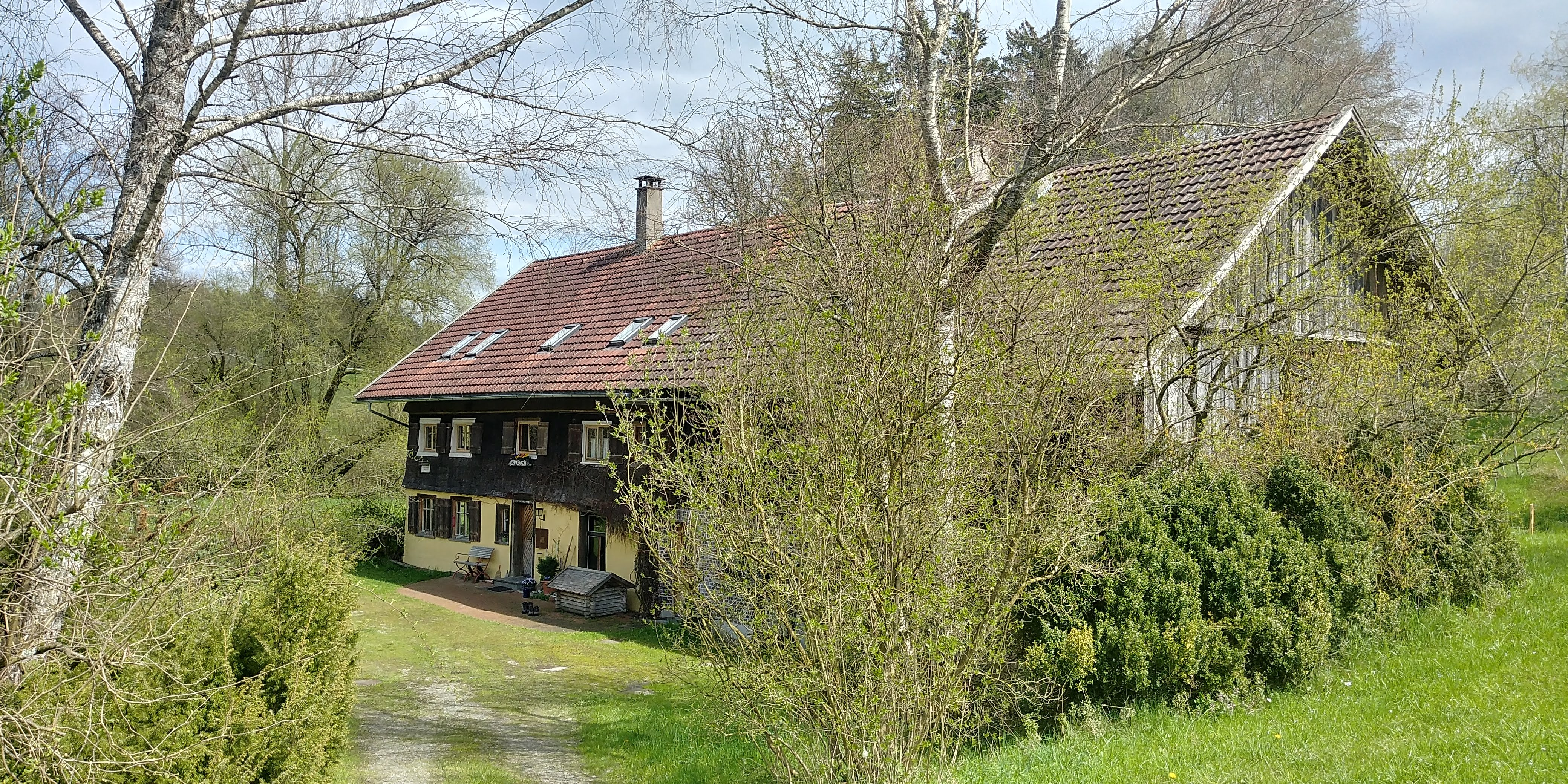
Mothenmühle

Mothen (westallgäuerisch: im Motə dunda) ist ein Gemeindeteil der Marktgemeinde Heimenkirch im bayerisch-schwäbischen Landkreis Lindau (Bodensee).

## Geographie
Das Dorf liegt circa zwei Kilometer westlich des Hauptorts Heimenkirch und es ist Teil der Region Westallgäu. Südlich der Ortschaft verlaufen die Bahnstrecke Buchloe–Lindau sowie die Bundesstraße 32.

## Geschichte
Der Ortsname leitet sich wahrscheinlich vom Personennamen Oto bzw. zum Oto ab. Im Jahr 1771 wurde der Ort erstmals durch die Vereinödung mit 18 Teilnehmern genannt. 1818 wurden 18 Wohngebäude in Mothen gezählt.
Die Mothenmühle an der Leiblach wurde bereits im Jahr 1127 erwähnt. Sie diente als Mahl-, Säge- und Knochenstampfmühle der Burg Biesenberg. Der Mahlbetrieb wurde im Jahr 1900 und der Betrieb als Säge im Jahr 1906 eingestellt.

## Baudenkmäler
Siehe: Liste der Baudenkmäler in Mothen